# 真野友博
真野 友博（しんの ともひろ、1996年8月17日 - ）は、日本の走高跳選手。

## 経歴
広島県出身。広島市立国泰寺中学校、山陽高等学校、福岡大学工学部機械工学科を卒業し、2019年に九電工入社し、所属。
2022年、アジア競技大会で3位となった。
2025年、アジア陸上競技選手権大会で2位となった。

## 競技結果

### 国際大会
| 年       | 大会                     | 会場                     | 結果     | 補足     |
| 日本代表 | 日本代表                 | 日本代表                 | 日本代表 | 日本代表 |
| -------- | ------------------------ | ------------------------ | -------- | -------- |
| 2022     | 世界選手権               | ユージーン (オレゴン州)  | 8位      | 2.27 m   |
| 2023     | 世界選手権               | ブダペスト（ハンガリー） | 31位 (q) | 2.18 m   |
| 2023     | アジア競技大会           | 杭州市（中国）           | 3位      | 2.29 m   |
| 2024     | オリンピック             | パリ（フランス）         | 23位 (q) | 2.20 m   |
| 2025     | アジア陸上競技選手権大会 | 亀尾（韓国）             | 2位      | 2.26 m   |

### 国内大会
- 日本陸上競技選手権大会 - 2020年、2022年優勝